# Del Viso

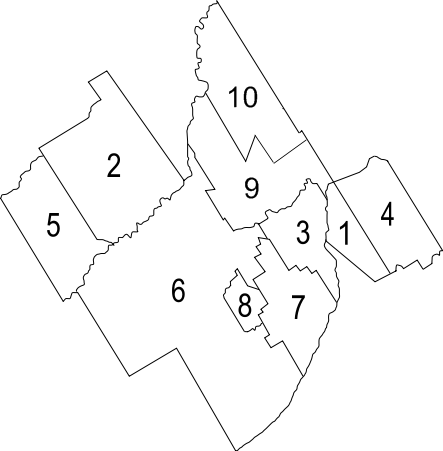
Partido del Pilar, Del Viso (1)

Del Viso es una ciudad argentina situada en el partido del Pilar, provincia de Buenos Aires, a aproximadamente 44 km de la Ciudad Autónoma de Buenos Aires. Fue fundada el 1 de agosto de 1909. 
Su población forma parte del Gran Buenos Aires, aunque administrativamente no forma parte del mismo, al igual que el resto del Partido del Pilar.
Un 29 de enero de 1813 el general José de San Martín estuvo en la Posta de los Granaderos a Caballos en el Arroyo Pinazo porque le faltaba caballada para ir a la batalla de San Lorenzo, se quedó un día en la Posta Arroyo Pinazo y después siguió su viaje a Santa Fe.
Antiguamente una zona dedicada a la agricultura, en la ciudad se desarrollan diversas actividades comerciales y cuenta con áreas residenciales bien diferenciadas, entre las que se destacan quintas, countries, barrios cerrados y una quinta ubicada en labarden. 
En 1998, el periodista Héctor Maggiani le otorgó el nombre de "Ciudad de los pájaros" a esta localidad. Este título se le ocurrió gracias a una exposición de pájaros que visitó en la Fiesta Nacional de la Flor.
El boxeador Pedro Décima es oriundo de esta localidad. Personalidades de renombre internacional como Valentina Álvarez aún conservan sus antiguas casas en el pueblo que los vio crecer.[cita requerida]
Hay una estación de ferrocarril del mismo nombre, perteneciente al Ferrocarril General Belgrano, línea Belgrano Norte. Véase: Estación Del Viso.

## Personalidades
- Matías Rossi, piloto argentino de automovilismo de velocidad. Campeón Argentino de las categorías Turismo Carretera, Turismo Competición 2000 (Súper y Original), Turismo Nacional (Clase 3) y Fórmula Súper Renault.

## Deportes
La Asociación Deportiva Francesa, club de rugby de la URBA, tiene su sede en esta localidad.

## Parroquias de la Iglesia católica en Del Viso
| Diócesis  | San Miguel en Argentina |
| --------- | ----------------------- |
| Parroquia | San Cayetano            |